# Ridgway (Pensilvania)
Ridgway es un borough ubicado en el condado de Elk en el estado estadounidense de Pensilvania. En el año 2000 tenía una población de 4,591 habitantes y una densidad poblacional de 664 personas por km².

## Geografía
Ridgway se encuentra ubicado en las coordenadas 41°25′29″N 78°43′47″O / 41.42472, -78.72972

## Demografía
Según la Oficina del Censo en 2000 los ingresos medios por hogar en la localidad eran de $33,141 y los ingresos medios por familia eran $45,224. Los hombres tenían unos ingresos medios de $31,855 frente a los $21,296 para las mujeres. La renta per cápita para la localidad era de $17,157. Alrededor del 6.1% de la población estaba por debajo del umbral de pobreza.